# Арундхати
Арундхати́ (санскр. अरुन्धती, IAST: Arundhatī) — жена мудреца Васиштхи, одного из саптариши, которые ассоциируются с Большой Медведицей. Она отождествляется с Венерой, а также со звездой Алькор, которая образует двойную систему звёзд с Мицаром (ассоциируется с Васиштхой) в Большой Медведице. Арундхати, несмотря на её статус жены одного из саптариши, поклоняются наряду с последними. В ведической и пуранической литературе она рассматривается как воплощение целомудрия, супружеского счастья и преданности. В индуистской культуре существует несколько верований, обычаев и традиций, сосредоточенных на Арундхати, включая ритуал в свадебной церемонии после саптапади и поверье о приближающейся кончине.
О рождении и жизни Арундхати говорится в различных индуистских текстах. Так, рождение её упоминается в Шива- и Бхагавата-пуранах. Наставление Брахмой Арундхати описывается в последней главе «Рамачаритаманасы». В Балаканде «Рамаяны» соперничество между Вишвамитрой и Васиштхой приводит к смерти её ста сыновей. «Махабхарата» описывает её сыновей, включая Шакти и правнука Парашару. В шестом разделе «Кумарасамбхавы» Калидасы рассказывается, о том, какую она сыграла роль в истории о женитьбе Шивы и Парвати.
Согласно «Бхагавата-пуране», Арундхати была восьмой из девяти дочерей Кардамы и Девахути. Он является бабушкой Парашары и прабабушкой Вьясы. «Шива-пурана» описывает её как Сандхью, одну из уморождённых дочерей Брахмы, в предыдущей жизни. По указанию Васиштхи Сандхья умоляла Шиву покарать её, чтобы очистить себя от страсти, и Шива приказал ей прыгнуть в костёр Медхатитхи. Она затем родилась как дочь Медхатитхи и стала женой Васиштхи. Некоторые другие пураны описывают её как дочь Кашьяпы и сестру Нарады и Парваты, и именно Нарада отдал её в жёны Васиштхе.